# Kalanchoe olivacea

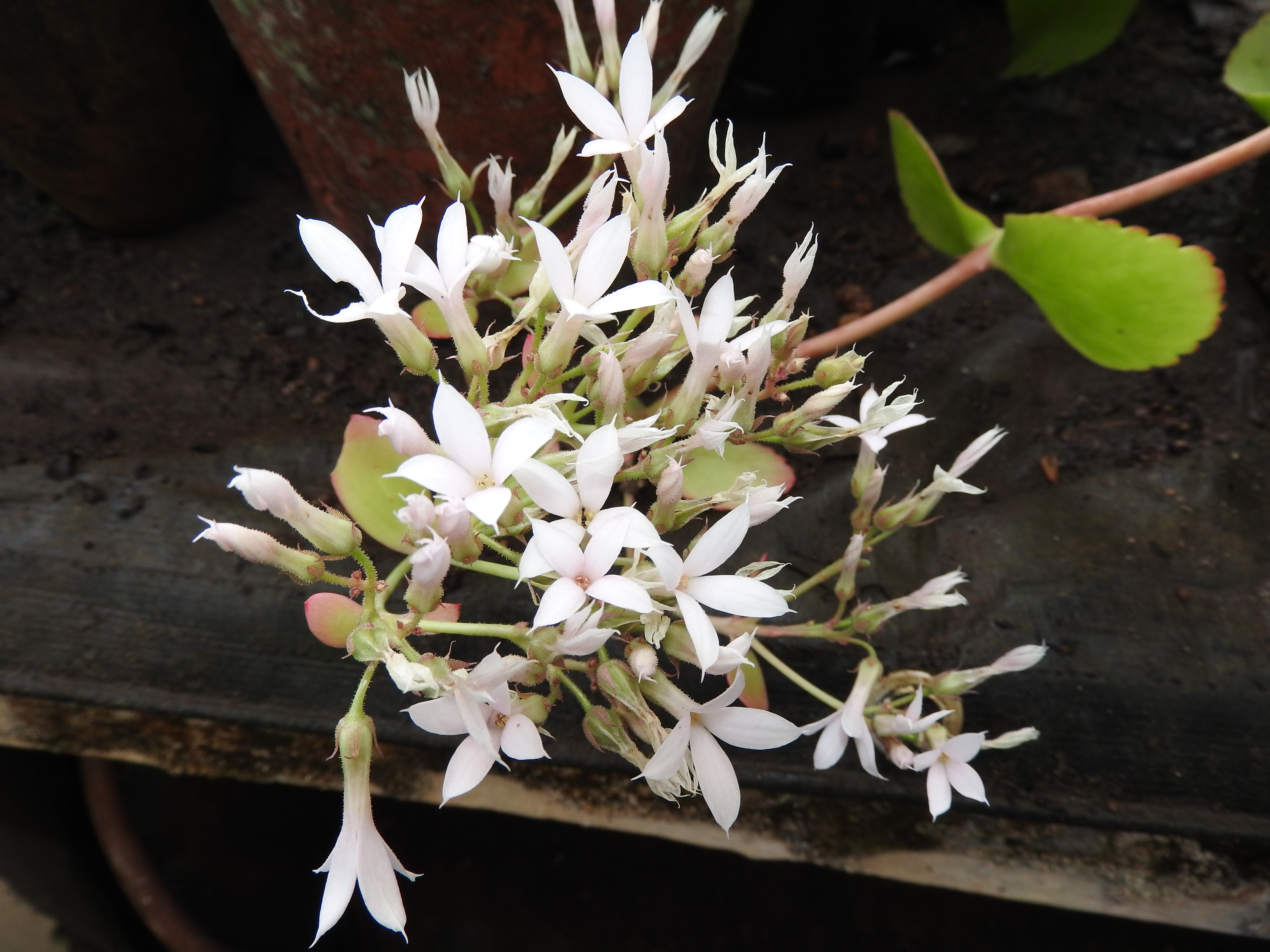
Flors

Kalanchoe olivacea és una espècie de planta suculenta del gènere Kalanchoe, de la família de les Crassulaceae.

## Descripció
És una herba que forma matoll, erecta a decumbent, perenne, suculenta, de color verd a oliva (castanyer) a la maduresa.
Les tiges són de 15 a 60 cm d'alçada, articulades, glabres, entrenusos i nusos definits.
Les fulles són caduques (cauen en la fase de fructificació), decussades, les fulles proximals subsèssils, les distals sèssils; làmina ovada a lanceolada o oblanceolada, d'1 a 10 cm de llarg i de 0,5 a 4 cm d'ample, suculenta, reduplicada o sovint conduplicada, glabra, de color oliva a caqui o préssec a terracota, base cuneada a atenuada, marges generalment crenats, fulles distals crenades a dentades a senceres, àpex agut a obtús.
La inflorescència terminal o supra-axil·lar de 3 a 6 cims compostos; cimes de 2 a 4 flors, de 4 a 5 cm de llarg; peduncles de 0,2 a 1,5 cm de llargada, amb pèls glandulars, de color oliva a vinós, amb bràctees carnoses, supra-axil·lars, lanceolades a falcades, de 0,2 × 0,5 cm, de color vinós, amb pèls glandulars; bractèoles similars a les bràctees, ocasionalment subulades, adherides de tant en tant a petites flors poc desenvolupades.
Flors erectes, pedicel·lades. Lòbuls de calze lliures, lanceolats, iguals, de 0,6 × 0,2 cm, àpex acuminat, generalment corbat exteriorment, densament glandular pelut, de color rosat a beix o oliva. Corol·la d'1,7 a 2 cm de llargada, tub amb forma de pera invertida, d'1,2-1,5 cm de llargada, estriat angularment, amb ratlles de color verd, rosa i blanc. Lòbuls blancs, estesos, lanceolats, de 0,5 × 0,3 cm, acuminats a caudats. Estams 8, de 2 fileres, lleugerament obdiplostèmons, l'antipètal més llarg, d'1,2 a 1,6 cm de llargada, inclòs en el tub de la corol·la, el més curt entre els lòbuls, de 0,8 a 1,2 cm de llargada; filaments adherits al tub de la corol·la, lliures a 1/3 part, filiformes, de 0,3 a 0,5 cm; anteres el·lipsoides, fixades a la base, color llimona, discretament bilobulades.

## Distribució
Planta endèmica de l'Índia, als Ghats occidentals: Maharashtra, Karnataka, Kerala i Tamil Nadu.
Creix a les escletxes de les roques i al llarg de les vores de penya-segats verticals d'altiplans rocosos de basalt totalment exposats al sol; també es troba en terrenys rocosos en vessants muntanyosos; entre 700 i 1200 m d'altitud.

## Taxonomia
Kalanchoe olivacea va ser descrita per Nicol Alexander Dalzell (Dalzell) i publicada a The Bombay Flora ... 313. 1861.

### Etimologia
Kalanchoe: nom genèric que deriva de la paraula cantonesa "Kalan Chauhuy", 伽藍菜 que significa 'allò que cau i creix'.
olivacea: epítet llatí que significa 'color oliva'.